# Cajati (ort)
Cajati är en ort i Brasilien.   Den ligger i kommunen Cajati och delstaten São Paulo, i den södra delen av landet, 1 000 km söder om huvudstaden Brasília. Cajati ligger 41 meter över havet och antalet invånare är 27 565.
Terrängen runt Cajati är kuperad åt sydväst, men åt nordost är den platt. Cajati är det största samhället i trakten.
I omgivningarna runt Cajati växer i huvudsak städsegrön lövskog. Runt Cajati är det ganska glesbefolkat, med 27 invånare per kvadratkilometer.